# Henri Adamczewski
 (septembre 2024).
Henri Adamczewski (12 janvier 1929 – 25 décembre 2005) est un linguiste français d'origine polonaise. Angliciste de formation, il est le fondateur de la théorie métaopérationnelle, dite aussi « théorie des phases », qu'il enseigna essentiellement à l'UFR d'anglais de l'université Paris III - Sorbonne Nouvelle à partir des années 1970.

## Biographie
Fils d’émigrés polonais, Henri Adamczewski est né au cœur du pays minier. Il y restera jusqu’à ses 18 ans. C’est à cet environnement plurilingue (polonais, picard, français, russe, allemand, ukrainien et italien) qu’il doit son intérêt pour les langues. 
En tant que sursitaire et déjà agrégé d'anglais, il effectue son service national à l' Ecole Navale à Brest, en tant que professeur d'anglais pour les élèves de cette grande école militaire. 
Après avoir enseigné en lycée en tant que jeune professeur agrégé, il devient assistant à la faculté des lettres de Lille, où il enseigne la phonétique.
Grâce aux séminaires d'été de l'Association française de linguistique appliquée (AFLA) et au linguiste Antoine Culioli, Henri Adamczewski s'ouvre et s'initie avec passion à la linguistique de l'énonciation – et ce à un moment où il manifeste dans ses travaux une forme d'adhésion à la grammaire générative. Élu maître de conférences à l’Institut d’anglais de la Sorbonne Nouvelle en 1970, il affine sa conception de la grammaire anglaise et plus particulièrement sa théorie de be + ing, qui remet en cause celle de la « forme progressive », qui régnait jusqu’alors sur la linguistique anglaise en France mais également outre-Manche. Il rédige et soutient sa thèse le 28 février 1976, sous la direction d’Antoine Culioli.
En 1982, il rédige, avec son collègue Claude Delmas, une Grammaire linguistique de l’anglais, qui participera à la formation de centaines de futurs enseignants d’anglais auxquels cet ouvrage séminal donnera un regard critique vis-à-vis des théories linguistiques de l’époque. 
En 1984, il est nommé directeur de l’Institut du monde anglophone de la Sorbonne-Nouvelle et met la linguistique au centre de la formation des futurs enseignants d’anglais. Pendant quatre ans, il développe et fait connaître sa théorie auprès des publics de spécialistes mais également auprès du grand public. 
Sa volonté de mettre sa théorie du langage et des langues à la portée de tous prend la forme d’un ouvrage Le Français déchiffré, Clé du langage et des langues, qui paraît en 1991. En plus de refondre la conception de la grammaire du français et le discours sur cette dernière, Henri Adamczewski y propose une initiation à d’autres langues, en mettant en exergue leurs points communs.
La rédaction de Les Clefs de la Grammaire anglaise en 1993 et de Déchiffrer la Grammaire anglaise en 1998, avec son collègue et ancien étudiant Jean-Pierre Gabilan, témoigne de son besoin de transmettre sa théorie à l’enseignement secondaire.
En 1995 paraît Caroline grammairienne en herbe, ouvrage rédigé à partir des enregistrements et des écrits de sa petite-fille et dans lequel il pose les fondements de sa théorie du langage (le principe de cyclicité), qui remet en cause la théorie de la Grammaire Universelle chomskyenne.
Il meurt le 25 décembre 2005 entouré de ses proches.

## Théorie métaopérationnelle
La théorie métaopérationnelle, qui est une théorie énonciativiste présentant des liens avec l’approche énonciative culiolienne, est basée sur la conviction que les traces d’opérations que sont les marqueurs linguistiques révèlent la présence d’une grammaire profonde. L’originalité de cette approche réside dans la mise au jour d’une systématicité interne commune à toutes les langues. Cette géométrie de la langue est fondée sur le principe universel de cyclicité, lui-même dérivé de la notion de vecteur de phases, qui se révèle la clef de l’opposition de toute une série de marqueurs grammaticaux. 

### Le visible et l’invisible
Pour Henri Adamczewski et Claude Delmas, les énoncés de surface comportent des traces visibles d’un fonctionnement invisible. Ces traces ont pour mission de signaler les opérations mentales qui n’ont pas de référence dans le monde extralinguistique mais qui donnent des indications sur la construction de l'énoncé lui-même, ou de certaines de ses parties. Elles sont en nombre restreint et communes à toutes les langues naturelles.
Un énoncé est donc le produit fini d’opérations effectuées par l’énonciateur, celui ou celle qui construit l'énoncé et le prend en charge, et les outils grammaticaux sont les traces de ces opérations, auxquelles ils donnent accès. En d’autres termes, les marqueurs grammaticaux sont des clefs qui permettent l’encodage et le décodage des opérations sous-jacentes. Henri Adamczewski parle de « métalangue naturelle », qui permet de mettre au jour « la grammaire profonde » d’une langue donnée.
Cependant, l’ordre de surface ne correspond pas nécessairement à l’ordre de survenue des opérations mentales qui sous-tendent la production des énoncés. On peut même dire que l’ordre de surface varie d’une langue à l’autre alors que les opérations linguistiques sont fondamentalement communes à toutes les langues humaines.

### L’invariance
Selon Henri Adamczewski, chaque marqueur grammatical possède un invariant, qui peut être mis au jour à partir de l’analyse des occurrences pouvant, pour certains marqueurs, être extrêmement variées. C’est la comparaison entre les diverses occurrences et les contextes d’emploi qui permettent d’extraire la valeur d’un marqueur donné.
Ainsi, comment se fait-il qu’en anglais un modal tel que “SHOULD” puisse traduire à la fois la notion de conseil (a), de peur (b), de doute (c), etc. 
(a) We should make better use of wind-power. 
(b) Fiona did physics in case she should fail in one of the other subjects. 
(c) I should think this happened 15 years ago., 
ou qu’en français l’imparfait soit tour à tour l’expression d’une action longue (i), courte (ii), inachevée (iii), achevée (iv), etc. ? 
(i) Le roi ménageait ses sujets pour ne pas les mécontenter. 
(ii) Le lendemain même, une lettre arrivait. 
(iii) On entendait jouer du violoncelle dans la pièce attenante. 
(iv) Dans la gare, le train déraillait, causant la mort de 12 personnes sur le quai. 
La mise en regard des divers emplois et l’observation de la construction formelle permettent de saisir méthodologiquement l’invariant de ce qu'Henri Adamczewski appelle les « opérateurs-protées ».
L’intérêt pédagogique d’un tel concept est évident : éviter les listes d’emplois, d’effets de sens et les étiquettes disparates et souvent contradictoires, redonner une cohérence à la grammaire des langues, expliciter des invariants translangues pour permettre un accès facilité à d’autres langues, et mettre au jour, derrière les invariants, les opérations mentales qu'ils représentent.

### La théorie des phases ou le «double clavier»
Henri Adamczewski écrit que « toutes les langues humaines répètent un même schéma binaire « choix ouvert/choix fermé » qui régit leur grammaire ». Ce principe unique, qui sous-tend la théorie des Phases, engendre toutes les facettes qui constituent la grammaire d’une langue, et son entrée peut se faire via n’importe quelle opposition : un/le ou voici/voilà en français, to/-ing ou this/that en anglais, ser/estar en espagnol, wollen/sollen en allemand, etc. 
Tout locuteur dispose alors d’un double clavier. Face aux éléments « saisis rhématiquement » (choix ouvert – lié à l’assertion), on trouve ceux qui sont employés lorsque le paradigme des choix est clos (l’assertion n’a plus lieu d’être). Ils sont alors « saisis thématiquement ».
Ainsi, dans le syntagme « une boîte à pilules », l’énonciateur opte pour un paradigme ouvert, c’est-à-dire que concrètement, la boîte peut tout à fait contenir autre chose : des cachous, par exemple. Le choix reste donc ouvert. En revanche, dans le syntagme « une boîte de pilules », le paradigme est fermé et le choix est clos : le contenu est bien un ensemble de pilules.
D’après Henri Adamczewski, « […] les langues disposent de deux séries parallèles de formes grammaticales auxquelles l’énonciateur fait appel alternativement, selon le résultat du calcul énonciatif ». Le clavier rhématique comprend les outils qui expriment une ouverture paradigmatique, c’est-à-dire qui permettent de garder un certain nombre de possibles. Le clavier thématique comprend les outils qui permettent l’expression du résultat d’un choix effectué en amont de l’opération de mise en discours, choix qui va souvent servir de base à l’expression d’une certaine subjectivité (mise en garde, regret, conclusion, etc.) et surtout apparaître dans un contexte présupposant. Par exemple dans « Voici le Professeur x », le syntagme « le Professeur x » est non-prévisible, d’où un effet de surprise ; et dans « Voilà le Professeur x », le syntagme « le Professeur x » est déjà inscrit dans le contexte « Justement, nous parlions de lui ».

### Le principe de cyclicité
Remettant en cause la théorie selon laquelle l’enfant acquiert sa langue maternelle à partir d’un travail inconscient de répétition et d’imitation, et réfutant la notion de grammaire universelle défendue par Noam Chomsky selon laquelle il existerait des « gènes grammaticaux », Henri Adamczewski soutient que l’enfant perce le code de la grammaire de sa L1 à partir des énoncés linéaires. 
Ce sont donc les traces d’encodage que sont les outils grammaticaux qui servent de points de repère à l’enfant et qui le guident dans l’acquisition de sa grammaire naturelle : « L’enfant trouve dans les données que lui fournit son entourage les clefs nécessaires à la construction de sa grammaire ».
Instinctivement, l’enfant infère, à partir des récurrences structurelles auxquelles il est exposé, les règles de construction qui régissent sa langue, même si les conditions d’accès au principe fondamental (« Principe de cyclicité ») peuvent varier d’une langue à l’autre.
L’enfant construit sa grammaire naturelle en s’appropriant une des clefs à partir du double clavier. Une fois qu’il possède une clef, il accède progressivement à tous les pans de sa grammaire.

### La contrastivité
À l’heure où le plurilinguisme est de mise, la contrastivité, composante majeure du modèle métaopérationnel, est un outil de premier plan qui permet, outre d’évaluer les instruments d’analyse d’une théorie donnée, de donner accès à la grammaire des autres langues.
Cette approche permet de révéler l’existence d’une grammaire universelle régie par un certain nombre d’opérations mentales communes à toutes les langues naturelles. Dans chaque langue, ces mêmes opérations sont traduites par des outils parfois très différents. Cependant, au sein d’une même famille de langues (langues indo-européennes, sino-tibétaines, austro-asiatiques, nigéro-congolaises, etc.), ces marqueurs peuvent parfois se révéler très proches (ex. TO, en anglais, et ZU, en allemand ; DE, en français, et DI, en italien ; etc.).
La comparaison interlingue et parfois intralingue (diachronique et dialectale) se révèle très motivante en classe de langue. Outre les ponts qu’elle construit entre les différentes langues, elle permet une (re)découverte de la L1.

### L’énonciateur «centre de calcul»
La conception du fonctionnement du langage sous-jacente à la théorie métaopérationnelle met l’énonciateur au centre du processus de structuration de l’énoncé. Même s’il doit respecter les règles de structuration de l’énoncé propres à chaque langue, comme par exemple celle qui régit l'ordre des mots au niveau de l'énoncé, l’énonciateur dispose d’une certaine liberté. Cette liberté est la source de ce qu'on peut appeler la « stratégie énonciative », qui se manifeste dans certains choix de structuration.
Cette approche, comme les autres théories énonciativistes, met donc l’accent sur la stratégie énonciative et se démarque ainsi de la grammaire prescriptive traditionnelle, trop réductrice et dont la visée n'est pas scientifique. Il ne s’agit pas d’enseigner ce qu’il faut dire mais de mettre au jour les différentes stratégies ou opérations que la langue met à la disposition de l’énonciateur pour dire. L’apprenant n’apprend pas ce qu’il faut dire mais ce qu’il peut dire et ce que cela implique en termes de construction du sens, et il s’en trouve considérablement rassuré.

## Publications

### Ouvrages
1970. Les Bases de l'anglais. Armand Colin. 415 p.
1973. Apprentissage de l’anglais oral : exercices de phonétique. Armand Colin. 203 p.  (ISBN 2200050011)
1978. Be+ing dans la grammaire de l'anglais contemporain. Honoré Champion. 739 p.  (ISBN 2-7295-0039-1).
Il s'agit de la version publiée de la thèse d'État de l'auteur, soutenue en 1976 à Paris VII.
1991. Le Français déchiffré, Clé du langage et des langues. Armand Colin. 421 p.  (ISBN 2-200-33052-9).
1995. Caroline grammairienne en herbe ou comment les enfants inventent leur langue maternelle. Presses de la Sorbonne Nouvelle. 108 p.  (ISBN 2-87854-096-4).
1996. Genèse et développement d'une théorie linguistique, suivi de Les dix composantes de la grammaire métaopérationnelle de l'anglais. Perros-Guirec : La TILV éd. (collection Grammatica). 137 p.  (ISBN 2-909159-17-5).
1999. Clefs pour Babel ou la Passion des langues. Saint-Leu d'Esserent : EMA. 152 p.  (ISBN 2-913883-00-1).
2002. The Secret Architecture of English Grammar. Précy-sur-Oise : EMA. 90 p.  (ISBN 2-913883-04-4).
2003. UP revisited : du nouveau sur les phrasal verbs. Précy-sur-Oise : EMA. 84 p.  (ISBN 2-913883-05-2)
2005. La Langue anglaise et les Français : lettre ouverte à tous les frustrés. Creil : EMA. 50 p.  (ISBN 2-913883-19-2)

### Ouvrages en collaboration
1967. Adamczewski, H. & J. Boulle, E. et F. Jacques et J. Cazeneuve. L'anglais dans le premier cycle : philosophie, psychologie, sociologie. Armand Colin.
1973. Adamczewski, H. & D. Keen. Phonétique et phonologie de l'anglais contemporain. Armand Colin. 252 p. (éd. revue et complétée en 1993).
1982. Adamczewski, H. & C. Delmas. Grammaire linguistique de l’anglais. Armand Colin. 353 p. (nouvelle éd. en 1998)  (ISBN 2-200-01994-7).
1992. Adamczewski, H. & J-P. Gabilan. Les Clés de la grammaire anglaise. Armand Colin. 271 p.  (ISBN 2-200-01174-1).
1996. Adamczewski, H. & J-P. Gabilan. Déchiffrer la grammaire anglaise. Didier. 319 p. et 1 CD  (ISBN 2-278-04526-1).
À noter également
En 1982, Henri Adamczewski fut conseiller scientifique pour la réalisation d'un film intitulé "Sous les mots la linguistique", diffusé par l’École normale supérieure de Saint-Cloud. Michel Candelier et Paul Chaix en assurèrent la conception.
Un volume d'hommage a été présenté à Henri Adamczewski par un ensemble de collègues
2004. Hommage à Henri Adamczewski à l'occasion de son soixante-quinzième anniversaire. Précy-sur-Oise : EMA. 144 p.  (ISBN 2-913883-08-7)